# Perry Cox
(Perry Cox)
Il dottor Percival Ulysses Cox, detto Perry, è un personaggio della serie televisiva statunitense Scrubs - Medici ai primi ferri, interpretato da John C. McGinley.

## Profilo
Il dottor Cox è il mentore del protagonista della serie, J.D., sebbene odi essere considerato tale. È un uomo duro, misantropo, molto sarcastico e poco propenso alle dimostrazioni d'affetto, ma in realtà è molto legato al giovane medico. È di origini irlandesi ed è divorziato da Jordan Sullivan (lei sembra averlo tradito con un medico privato di nome Peter), con cui però continua una relazione di odio-amore e dalla quale, nella seconda serie, nasce un figlio, Jack, e nella sesta una figlia, Jennifer Dylan.
Il dottor Cox è un ottimo medico, ma un uomo molto asociale: tende infatti a trattare male le persone e a buttare al vento sistematicamente ogni situazione favorevole per la sua vita, se questo significa anche solo una minima scesa a patti con il proprio ego. Consulta uno psicologo dopo l'altro, con scarso successo. L'unica persona all'interno dell'ospedale con cui osa confidarsi è l'infermiera Carla Espinosa, la quale afferma che Cox è felice solo quando è infelice. Quando è arrabbiato incrocia le braccia dietro al collo e prima si tocca il naso, omaggio di John C. McGinley al personaggio interpretato da Robert Redford ne La stangata.
Della sua famiglia si sa solo che il padre di Cox era un alcolizzato e picchiava sia lui che la sorella Paige; la madre reagiva a questa situazione dandosi anch'ella all'alcolismo e ignorando i figli, ragion per cui anche con lei il rapporto era pessimo, tanto che né lui né suo padre andarono al funerale della madre. Mentre Perry ha superato l'infanzia con cinismo e dedicandosi completamente alla medicina e alla cura dei pazienti, la sorella Paige è una fervente cristiana: Perry non la sopporta perché gli ricorda la loro turbolenta infanzia. A dispetto del brutto rapporto con i genitori, va comunque evidenziato che Perry è per Jack e Jennifer un padre affettuoso e protettivo, li ama al di sopra di tutto, benché fosse evidente che in principio l'idea di diventare padre lo spaventasse.
Perry si dedica anime a corpo alla propria carriera, cerca di non darlo a vedere ma è molto ambizioso, per lui il benessere dei propri pazienti ha la priorità assoluta, farebbe di tutto pur di aiutarli, anche a costo di violare i protocolli ospedalieri, che lui trova spesso ingiusti e soffocanti. Tuttavia odia prendersi cura dei malati terminali, addirittura preferisce ignorarli, in realtà si comporta così soltanto perché trova avvilente il fatto di non poterli salvare, è per questo che predilige dedicarsi a pazienti che al contrario può guarire.
Viene da Pittsburgh ed è disgustato dalla politica ma si dichiara orgogliosamente democratico, afferma di non credere in Dio ma spesso gli si rivolge ironicamente, ha studiato al college con Michael Bolton e parla perfettamente lo spagnolo, è un fan dei Detroit Red Wings, storica squadra di hockey sul ghiaccio. Odia in maniera viscerale Hugh Jackman: secondo un'intervista del 2006 a John C. McGinley, il personaggio odia l'attore australiano perché l'autore dei testi, Bill Lawrence, ne invidia il talento. 
Inoltre nella settima stagione rivela di essere uno scorpione, un mangione, un pro-Hawaii e, confermando la definizione del dottor Kelso, un bastardo. 
All'inizio della puntata Il mio nuovo gioco, Cox e Jordan scoprono di essere ancora sposati perché Ted, quando dovette occuparsi del loro divorzio, stava divorziando a sua volta e scambiò le pratiche, quindi i due divorzi non furono legalmente eseguibili; alla fine della puntata Cox e Jordan divorziano ufficialmente. Ciononostante, nell'ottava stagione Perry ricomincia a portare la fede nuziale, cosa che irrita parecchio la compagna: quando lui le risponde che la sola ragione per cui la indossa è perché lo rende felice, anche lei ricomincia a indossare la fede, pur non essendo sposata con lui. Nella nona stagione viene lasciato intendere che lui e Jordan si siano effettivamente sposati di nuovo.

## Rapporti con gli altri personaggi

### J.D.
Per quanto faccia fatica ad ammetterlo, J.D. è il suo assistente preferito e in alcune occasioni arriverà anche a manifestarlo con gesti d'affetto. Nonostante questo, il dottor Cox è solito apostrofarlo con nomi femminili e a trattarlo male (atteggiamento che, d'altra parte, adotta con chiunque). Il dottor Cox si fa carico di insegnare a J.D. a diventare un bravo medico, arrivando tuttavia a rivelare nella seconda stagione che si tratta di un compito al quale, in molte situazioni, adempie solo per senso del dovere. Dan, il fratello di J.D., fa promettere a Cox di essere per J.D. l'esempio che lui non era mai stato. Nonostante affermi di non voler mai abbracciare J.D., in alcune puntate i due rivelano l'amicizia profonda che li lega..
Quando Cox fa erroneamente morire tre pazienti per aver fatto trapiantare loro degli organi provenienti da una paziente morta di rabbia, egli cade in uno stato di depressione e pesante alcolismo. Solo l'intervento di J.D. lo fa rialzare dal divano e tornare al lavoro.
Solo nell'ultima puntata dell'ottava serie, dal titolo Il mio finale, il dottor Cox ammetterà, in assenza di J.D., che lui sia il miglior medico che sia mai passato in quell'ospedale, l'unico che amasse quel lavoro tanto quanto lui, una persona eccezionale, finanche un suo amico. In realtà J.D. non era veramente assente: era dietro il dottor Cox, mentre l'uomo pronunciava queste parole.

### Carla
Il dottor Cox ha avuto una cotta per Carla. Lei è l'unica che il medico non sferzi con battute ironiche (a parte rarissimi casi). Perry e Carla sono usciti insieme in passato, ma tra loro non ha funzionato; Perry era innamorato di lei, mentre Carla, pur volendogli bene, non lo ricambiava. Perry (almeno nella prima stagione) ha continuato a sperare di riconquistarla. Infatuazione a parte, c'è sempre stata tra i due una grande amicizia e stima reciproca. Carla è inoltre l'unica persona in tutto l'ospedale con la quale il cinico dottore faccia trasparire le sue vere emozioni, trovando il coraggio di confidarsi. Carla è anche la madrina della figlia di Perry, Jennifer Dylan.

### Elliot
Il dottor Cox usa con Elliot la stessa ironia che usa con J.D., ma non la considera alla stregua del ragazzo. Il medico ama prendere in giro l'insicurezza della ragazza, le sue paranoie e i suoi tabù, mandandola spesso in agitazione. Anche a lei però il dottor Cox saprà dare i giusti consigli, nei momenti peggiori. La situazione si capovolgerà (anche se per poco) quando la giovane verrà accidentalmente a conoscenza del sesso del figlio di Cox, tenendo così in scacco il medico, ardente di saperlo. Il soprannome che Cox ha dato a Elliot è Barbie. In alcune puntate dimostra per lei tutto il suo affetto: ad esempio facendole vincere le sue insicurezze e spronandola ad approcciarsi a Jake: nonostante all'inizio si diverta a stuzzicarla, alla fine la inciterà a "guardarlo con quei suoi bellissimi occhi blu e invitarlo a bere un caffè", guardandola sorridendo, mentre in un'altra circostanza quando Kelso la insulta davanti a tutti (vedendola sinceramente avvilita) prende le sue difese tirando un pugno a Kelso. I due avranno un conflitto quando Elliot diventerà un medico privato, categoria che Perry disprezza, ritenendoli dei mercenari della medicina, ma alla fine passerà sopra anche a questa divergenza e il rapporto tra i due diventerà anche più informale da parte di Elliot, non essendo più una sottoposta di Cox. Quando quest'ultimo torna al lavoro dopo aver causato la morte dei suoi pazienti con il trapianto di organi infetti dalla rabbia, è proprio Elliot l'unica con cui manifesta la sua insicurezza dovuta all'errore che ha commesso, sentendo il dovere di non poter esternare le sue paure per timore che tutti perdano fiducia in lui ciò di fatto è la conferma che Elliot, l'unica con cui abbia avuto il coraggio di ammettere le sue angosce, è una persona che ha imparato a stimare.

### Turk
Il rapporto con Turk non è mai stato dei migliori, visto che il chirurgo è prima fidanzato e poi marito di Carla, ma nonostante ciò Cox arriverà a dare la sua approvazione all'infermiera per il matrimonio. Il soprannome che Cox ha affibbiato a Turk è Gandhi o, meno spesso, "palla da biliardo". In seguito il loro rapporto migliorerà grazie alla natura estremamente competitiva che li accomuna. Nell'ottava stagione Cox, dopo un'iniziale resistenza, sarà costretto a riconoscere Turk come miglior chirurgo dell'ospedale Sacro Cuore e prenderà la sofferta decisione di promuoverlo a primario di Chirurgia.

### Kelso
Fino all'ottava stagione Cox e Kelso non hanno mai avuto un rapporto di amicizia, ma, anzi, sempre uno conflittuale. Ogni volta che i due si incontrano fanno delle battute sarcastiche sull'altro. Durante l'ottava stagione, quando Kelso si ritira e Cox prende il posto di primario, il loro rapporto prende una piega inaspettata ed infatti diventano amici. Cox, all'inizio, continua a odiare Kelso, ma più avanti lui gli darà una mano a gestire il suo nuovo lavoro e diventeranno amici, tanto da chiacchierare e mangiare insieme. Questo è con tutta probabilità dovuto al fatto che fossero le obbligate scelte impopolari di Kelso come primario a farli entrare in conflitto, ma una volta privato di tale ruolo e avendolo ottenuto Perry (che dovendo fare a propria volta scelte impopolari inizia a capire come si dovesse sentire l'ex capo) le ragioni di dissidio tra i due sono venute a mancare.

### Inserviente
Nelle prime stagioni Cox e l'inserviente si ignorano. Dopo un po' i due legano come compagni di bevute e con l'odio comune verso J.D. L'inserviente, tuttavia, ci tiene a mantenere le distanze dal medico, all'interno dell'ospedale.

### Jordan
Jordan è la sua ex moglie. Sono divorziati dopo che lei lo ha tradito con un altro medico, collega di Perry e suo confidente: in verità da come si è potuto evincere varie volte, il suo rapporto con la moglie era già in crisi molto prima, la principale causa era soprattutto il fatto che Perry la trascurava sempre mettendo il lavoro prima di lei. Tuttavia da allora mantengono un rapporto di odio-amore: si insultano pesantemente, ma fanno frequentemente sesso fino a tornare a convivere e ad avere due figli. Nell'unica puntata in cui Ted, il legale dell'ospedale, ammette di aver confuso la documentazione del loro divorzio con il proprio, i due vanno in crisi: appena tornano divorziati, tornano al loro stato di felicità precedente. Jordan comunque ci tiene a sentirsi libera di "ammiccare" ad altri uomini.

### Ben Sullivan
Ben, fratello di Jordan e Danni, quindi cognato di Cox, è stato il suo migliore amico, nonché uno dei pochissimi personaggi con cui il medico si trovava a suo agio. I due scherzavano spesso insieme, coinvolgendo anche J.D. e grazie a Ben viene mostrato il lato più "umano" di Cox. La morte del fotografo a causa della leucemia sarà un duro colpo per il medico, che infatti al funerale non riuscirà a trattenere le lacrime. La morte di Ben colpirà duramente anche Jordan, che si farà tener compagnia da due amiche, troppo invadenti anche nella vita del medico.